# هيرومي كونو
هيرومي كونو (باليابانية: 今野 宏美) مواليد 13 سبتمبر 1975، هي مؤدية أصوات يابانية.

## أعمال

### مسلسلات أنمي تلفزيونية
- هواء
- بي بليد
- ماروكو الصغيرة
- اندماج الديجيمون
- بي بليد
- البؤساء
- النجم المحظوظ
- شوجو شارا
- ياماتو ناديشيكو تشيشي هينغي
- سكيب بيت
- ما وراء الحدود - يايوي كانبارا
- مونتو - سوزومي إينامورا
- حياتي العادية - بروفيسور هاكاسي
- يوميات المستقبل - كامادو أويشيتا

## وصلات خارجية
- هيرومي كونو على موقع IMDb (الإنجليزية)
- هيرومي كونو على موقع ميوزك برينز (الإنجليزية)
- هيرومي كونو على موقع قاعدة بيانات الفيلم (الإنجليزية)
- هيرومي كونو على موقع ANN person (الإنجليزية)